# Hugo Laurin
Hugo August Ferdinand Laurin (* 15. Februar 1844 in Stettin; † 11. Januar 1921 in Berlin-Lichterfelde) war ein preußischer Generalleutnant.

## Leben

### Herkunft
Er war der Sohn des späteren preußischen Generalleutnants Albert Laurin (1816–1900) und dessen Ehefrau Marie Auguste Johanna, geborene Rumpe (1824–1916).

### Militärkarriere
Laurin besuchte die Kadettenanstalten in Kulm und Berlin. Am 25. April 1861 wurde er als Sekondeleutnant dem 6. Pommerschen Infanterie-Regiment Nr. 49 der Preußischen Armee überwiesen. Als Adjutant des I. Bataillons nahm Laurin 1866 während des Krieges gegen Österreich an der Schlacht bei Königgrätz teil und erhielt dafür den Kronenorden IV. Klasse mit Schwertern. Am 1. Juni 1868 avancierte er zum Regimentsadjutanten und wurde am 14. Oktober 1869 zum Premierleutnant befördert. Als solcher war Laurin bei der Mobilmachung anlässlich des Krieges gegen Frankreich zunächst Führer einer Kompanie, mit der er in der Schlacht bei Gravelotte kämpfte. Während der Belagerung von Metz wurde er am 16. Oktober 1870 zum Adjutanten der 6. Infanterie-Brigade ernannt. In dieser Eigenschaft nahm Laurin an der Belagerung von Paris teil und wurde mit dem Eisernen Kreuz II. Klasse ausgezeichnet.
Nach dem Friedensschluss folgte am 29. Februar 1872 unter Belassung in seiner Stellung als Adjutant die Versetzung in das 3. Niederschlesische Infanterie-Regiment Nr. 50. Am 11. Juni 1872 kehrte Laurin in den Truppendienst zurück und wurde unter gleichzeitiger Beförderung zum Hauptmann am 11. Juni 1872 zum Kompaniechef ernannt. Im Januar 1885 stieg er zum Major auf, wurde am 8. März 1887 zum Kommandeur des I. Bataillons in Rawitsch ernannt sowie am 20. September 1890 zum Oberstleutnant befördert. Kurz darauf folgte seine Ernennung zum etatsmäßigen Stabsoffizier. Mit seiner Beförderung zum Oberst wurde Laurin am 20. Mai 1893 nach Zabern versetzt und zum Kommandeur des Infanterie-Regiments Nr. 99 ernannt. In dieser Funktion erhielt er am 17. Januar 1897 anlässlich des Ordensfestes den Kronenorden II. Klasse mit Schwertern am Ringe. Als Generalmajor war Laurin ab 22. März 1897 Kommandeur der 75. Infanterie-Brigade in Allenstein. Seine Leistungen in der Truppenführung wurden am 15. Januar 1899 durch die Verleihung des Roten Adlerordens II. Klasse mit Eichenlaub gewürdigt. Obwohl zum Divisionskommandeur geeignet, wurde Laurin am 18. April 1900 gesundheitsbedingt unter Verleihung des Charakters als Generalleutnant mit der gesetzlichen Pension zur Disposition gestellt.

### Familie
Laurin hatte sich am 11. November 1897 in Berlin mit Gertrud Baarth verheiratet. Die Ehe blieb kinderlos.